# 케파 아리사발라가
케파 아리사발라가 레부엘타(바스크어: Kepa Arrizabalaga Revuelta, 바스크어 발음: [kepa aris̻aβalaɣa reβuelta]; 스페인어 발음: [ˈkepa ariθaβaˈlaɣa reˈβwelta]; 1994년 10월 3일 ~ )는 스페인의 축구 선수로 포지션은 골키퍼이다. 현재 아스널 FC와 스페인 축구 국가대표팀에서 활동하고 있다.

## 클럽 경력

### 아틀레틱 빌바오
아틀레틱 빌바오의 청소년 클럽에서 커리어를 시작하여, 2011년에 CD 바스코니아에서 데뷔전을 치렀다. 이후 세군다 디비시온에 속한 아틀레틱 빌바오 B에서 뛰다가 레알 바야돌리드에서의 임대 생활이 끝난 후 2016년 9월 11일에 데포르티보 라코루냐를 상대로 라리가 데뷔전을 가져 1-0 승리에 기여하였다. 이후 레알 마드리드와의 이적설이 돌자 아틀레틱 빌바오는 아리사발라가와 2025년 여름까지의 연장 계약에 합의하였다.
2017년 3월 22일에는 페페 레이나의 부상으로 인해 이스라엘을 상대로 하는 월드컵 예선과 프랑스와의 친선 경기의 명단에 처음으로 포함되었다. 이후 11월 11일에 코스타리카와의 친선 경기에서 국가대표팀 데뷔전을 가져 5-0 승리에 기여하였다. 이러한 활약을 바탕으로 2018년 FIFA 월드컵 최종 명단에 포함되었다.

### 첼시
2018년 8월 8일, 바이아웃 8000만 유로가 발동되어 아틀레틱 빌바오와 계약이 해지되면서 자유 계약 선수가 되었고, 쿠르트와의 레알 이적으로 주전 골키퍼의 부재가 생긴 첼시로 이적하였다. 그 날 케파는 첼시로 이적할 때 구단 최고 이적료인 8,000만 유로(약 1,032억 원)를 기록하였는데 앞서 리버풀에 이적하였던 알리송을 제치고, 20일 만에 골키퍼 역대 최고 이적료를 갱신하였다. (당시 알리송의 이적료는 7250만 유로(약 956억원)이었다.)
2019년 2월 25일 EFL 카라바오컵 결승전에서 마우리치오 사리의 교체지시에 불응하며 논란이 되었고 일주일 치 주급 정지 징계를 받기도 하였다. 하지만, 2019년 5월 10일 새벽 4시(한국시간)에 있었던 프랑크푸르트와의 유로파리그에서 승부차기 혈투 끝에 힌터레거와 파시엔시아의 킥을 막아내며 첼시의 결승행을 선물했다. 그리고, 2019년 5월 30일(한국시간 새벽)에 있었던 유로파리그 결승전에서 첼시를 6년 만에 정상으로 이끌어냈다.
2019-20 시즌 중에 연이은 실수와 여자친구와의 결별 등 부진으로 1월 말에 아스널과의 경기 출전 이후, 카바예로에게 주전 자리를 내주면서 방출설에 시달렸지만, 2020년 3월 4일(한국시간 새벽)에 있었던 리버풀과의 FA컵 경기에 선발 출전한 케파는 3연속 슈퍼세이브를 선보이는 등 맹활약 끝에 팀의 2-0 승리와 FA컵 8강행을 견인하여 그 동안의 부진을 씻어냈다.
하지만, 2020-21 시즌에도 부진이 계속되어 유럽 5대 리그(라리가, 프리미어리그, 독일 분데스리가, 이탈리아 세리에 A, 프랑스 리그 1) 주전 골키퍼 중 최악의 선방률을 기록했고 첼시가 스타드 렌 FC에서 멘디를 데려오자, 주전 경쟁에서 밀려났다.
그 후, 2021년 8월 12일 오전 4시(한국시간) 북아일랜드 벨파스트에 위치한 윈저 파크에서 열린 비야레알과의 2021 UEFA 슈퍼컵 결승전에서 멘디와 교체 투입하여 승부차기에서 망디와 알비온의 킥을 막아내어 첼시의 슈퍼컵 우승을 이끌어냈다.
2022년 2월 28일 리버풀과의 카라바오컵 결승전 120분이 다 되가는 시점에 케파가 페널티킥을 대비하여 교체출전 하였지만 페널티킥에서 실축했다.
2022-23시즌, 첼시의 주전 골키퍼 에두아르 멘디의 부상으로 인하여 9R 크리스탈 팰리스전에서 리그 첫 출장을 했다. 그후 울버햄튼전에서 좋은 선방과 안정적인 발밑을 통해 그레이엄 포터 감독에게 제대로 눈도장을 찍었다. UCL 조별리그 4라운드에서도 출장하여 2:0 승리, 3연속 클린시트를 달성하였다. 11R 아스톤 빌라전에서는 전반 30분 대니 잉스의 근거리 헤딩을 동물적인 반사 신경을 통해 막아내었다. 하지만 14R 브라이튼 앤 호브 알비온전 전반에만 3골을 먹히는 좋지 않은 활약을 했고, 후반 시작과 동시에 부상으로 멘디와 교체되었다.
이후 남은 시즌 동안 준수한 활약을 하여서 에두아르 멘디를 제치고 주전으로 올라섰다. 2023년 프리시즌에도 준수한 활약을 하여 팀의 프리시즌 무패를 이끌었다. 

### 레알 마드리드
2023년 8월 14일, 훈련 도중 전방 십자인대 파열로 시즌을 쉬어야 하는 티보 쿠르투아의 대체자로 레알 마드리드에 임대 영입되었다.

## 기록

### 대회기록
첼시 FC (2018~ )
- FA컵 준우승: 2019-20, 2020-21
- EFL컵 준우승 : 2018-19
- UEFA 유로파리그 : 2018-19
- UEFA 챔피언스리그 : 2020-21
- UEFA 슈퍼컵 : 2021
- FIFA 클럽 월드컵 : 2022

스페인 축구 국가대표팀 (2017~ )
- UEFA U-19 축구 선수권 대회: 2012[2]